# Billerica
Billerica ist eine Stadt im Middlesex County des Bundesstaats Massachusetts in den Vereinigten Staaten.
Das U.S. Census Bureau hat bei der Volkszählung 2020 eine Einwohnerzahl von 42.119 ermittelt.

## Geographie

### Lage
Billerica umfasst ein Gebiet von 68,3 km², wovon 2,1 km² auf Wasserflächen entfallen. Die Stadt liegt etwa 35 km nordwestlich von Boston und etwa 10 km südlich von Lowell am U.S. Highway 3. Durch Billerica führen die beiden Flüsse Shawsheen River und Concord River. Beide Flüsse sind ökologisch stark belastet. So wurde die Stadt im Jahr 2007 wegen Einleitens von Abwässern in den Concord River zu einer Strafe von 250.000 US-Dollar verurteilt. Laut der Environmental Protection Agency leitete die Stadt zu viel Phosphor in den Fluss, was zu einem stark erhöhten Nährstoffgehalt und damit zu exzessivem Wachstum von Wasserpflanzen führte, die das Erscheinungsbild des Flusses prägen.

### Nachbargemeinden
Billerica liegt in direkter Nachbarschaft zu Chelmsford, Lowell, Tewksbury, Wilmington, Burlington, Bedford und Carlisle.

### Stadtgliederung
Die Stadt besteht aus den neun Stadtteilen North Billerica, South Billerica, East Billerica, West Billerica, Billerica Village, Pinehurst, Riverdale, Nuttings Lake und River Pines. 

## Geschichte
Ab etwa 1000 v. Chr. lag auf dem Gebiet des heutigen Billerica eine Begräbnisstätte nordamerikanischer Ureinwohner. In den frühen 1630er Jahren existierte dort eine Gebetsstadt mit dem Namen Shawsheen. 1638 bekamen John Winthrop und Thomas Dudley dieses Land zugesprochen. Aufgrund finanzieller Schwierigkeiten verzögerte sich die Besiedlung jedoch. Erst 1652 siedelten sich etwa ein Dutzend Familien aus Cambridge sowie dem Dorf Charlestown und später weitere Familien aus Woburn hier an.
Da viele der neuen Bewohner aus ursprünglich aus Billericay in Essex, England stammten, wählten sie den Namen Billerica für ihre neue Siedlung. 1655 wurde die Stadt gegründet. 
Das älteste, noch existierende Haus ist das Manning Pfarrhaus, das 1696 errichtet wurde. Hier wohnten unter anderem der Föderalismuskritiker William Mannig, Ava Pollard, der erste Gefallene bei der Schlacht von Bunker Hill, und Thomas Ditson, der bei einem Aufenthalt in Boston von Briten geteert und gefedert wurde. Aufgrund dieses Ereignisses bekam das Lied Yankee Doodle in Billerica eine Bedeutung von Nationalstolz. Heutzutage feiert die Stadt jährlich im September das Yankee Doodle Wochenende.
Zwischen 1795 und 1852 floss der älteste Kanal der Vereinigten Staaten – der Middlesex Canal – durch Billerica. Dieser Kanal war der Haupttransportweg für Waren zwischen Boston und Lowell. Daher bekam Billerica den Spitznamen Gateway to Lowell. 
1835 wurde eine Eisenbahnverbindung von Boston nach Lowell durch die Stadtteile North Billerica und East Billerica gebaut. In beiden Stadtteilen wurde ein Bahnhof errichtet. Der Bahnhof von North Billerica ist heute noch in Betrieb und wird von vielen Pendlern benutzt. Der Betrieb in East Billerica wurde 1965 eingestellt. Der Bahnhof wurde umgebaut und ist heute ein Privathaus. Durch das Stadtgebiet führt außerdem die seit 1962 größtenteils stillgelegte Bahnstrecke Bedford–North Billerica, auf der bereits 1933 die letzten Personenzüge gefahren waren.

## Wirtschaft und Infrastruktur

### Verkehr
Das Eisenbahnunternehmen MBTA Commuter Rail verbindet mit der Lowell Line den Bahnhof von North Billerica mit der Boston North Station. Die Lowell Regional Transit Authority betreibt den öffentlichen Personennahverkehr von Billerica.

### Bildung
Im Ort existieren sechs Elementary Schools, zwei Middle Schools und eine High School.

### Wirtschaft
In Billerica befindet sich der Hauptsitz der Pan Am Railways, einer regionalen Eisenbahngesellschaft, die auch den Güterverkehr auf der Bahnstrecke von Boston nach Lowell betreibt. Die Hauptverwaltung liegt im Komplex der Billerica Shops, der Hauptwerkstätte der Eisenbahn, die sich im Norden der Stadt befindet. Weiterhin ist in Billerica das Forschungszentrum von EMD Serono, der US-amerikanischen Tochterfirma des deutschen Arzneimittelkonzerns Merck, angesiedelt. Die Bruker Corporation hat ihren Hauptsitz in Billerica.

## Städtepartnerschaft
Billerica ist seit 1998 mit der englischen Stadt Billericay verschwistert.

## Persönlichkeiten

### Söhne und Töchter der Stadt
- Joseph Richardson (1778–1871), Politiker, zwischen 1827 und 1831 Vertreter von Massachusetts im US-Repräsentantenhaus
- Elizabeth P. Peabody (1804–1894), Pädagogin und Schriftstellerin
- Onslow Stearns (1810–1878), Politiker, zwischen 1869 und 1871 Gouverneur von New Hampshire
- Henry A. Stearns (1825–1910), Politiker, zwischen 1891 und 1892 Vizegouverneur von Rhode Island
- Brad Gowans (1903–1954), Jazzmusiker
- Dean Jenkins (* 1959), Eishockeyspieler
- Tom Fitzgerald (* 1968), Eishockeyspieler und -funktionär

### Persönlichkeiten, die vor Ort gewirkt haben
- Gary DiSarcina, ehemaliger Baseballprofi
- Tom Glavine, Baseballprofi
- Bob Miller, ehemaliger Eishockeyprofi
- Julius Sumner Miller, Physiker und TV-Moderator
- Asa Pollard, erster Gefallener bei der Schlacht von Bunker Hill